# Dona Eugénia
Dona Eugenia é uma aldeia de São Tomé e Príncipe, localiza-se no Distrito de Caué, ilha de São Tomé, próxima às localidades de Fraternidade, São João dos Angolares, Soledade e de Manuel Caroça.